# فرموسو دو آراگوئه
فرموسو دو آراگوئه (به پرتغالی: Formoso do Araguaia) یک منطقهٔ مسکونی در برزیل است که در توکانتینس واقع شده‌است. فرموسو دو آراگوئه ۱۳٬۴۲۳٫۲۵۶ کیلومتر مربع مساحت و ۱۸٬۳۹۹ نفر جمعیت دارد و ۲۴۰ متر بالاتر از سطح دریا واقع شده‌است.